# Formosa (tỉnh)
Formosa là một tỉnh nằm ở phía đông bắc Argentina, thuộc vùng Gran Chaco, giáp biên giới với các tỉnh Boquerón, Presidente Hayes, Central, Paraguarí và Ñeembucú của Paraguay. Đoạn cuối của tỉnh giáp với thủ đô Asunción của Paraguay, tỉnh này còn giáp ranh với Chaco và Salta về phía nam và tây. Thủ phủ của tỉnh là thành phố Formosa.

## Liên kết
- Provincial government Lưu trữ ngày 6 tháng 12 năm 2000 tại Wayback Machine (Spanish)
- One-page info: enconomic info, with a map (can be enlarged)
- Tourist Office Lưu trữ ngày 26 tháng 11 năm 2005 tại Wayback Machine (Spanish)
- Encyclopedia Libre article Lưu trữ ngày 11 tháng 10 năm 2004 tại Wayback Machine (Spanish only)
- Provincial portal Lưu trữ ngày 21 tháng 12 năm 2008 tại Wayback Machine (Spanish only)